# 거창 경덕재
거창 경덕재(居昌 敬德齋)는 경상남도 거창군 웅양면 한기리, 오산마을에 있던 건축물이다. 2005년 4월 15일 대한민국의 국가등록문화재 제147호로 지정되었다가, 2014년 7월 3일 문화재 지정이 해지되었다.

## 등록 사유
일식과 중식의 건축양식이 전통양식과 어울려 절충식으로 지어진 일제강점기 부농 주택이다. 첨자, 화반, 낙양, 난간 등 세부 장식적인 부분이 전통수법에서 많이 벗어나 있어 전형적인 근대한옥에서 볼 수 없는 이형의 한옥으로 한국, 중국, 일본의 건축양식 기법이 모두 혼재되어 있다는 점에서 가치가 있다.

## 해지 사유
2014년 1월 11일 화재로 경덕재 본채가 전소되어 문화재적 가치 상실되었다.

## 참고 자료
- 거창 경덕재 - 국가유산청 국가유산포털